# فرودگاه لومپک
فرودگاه لومپک (به انگلیسی: Lompoc Airport) یک فرودگاه همگانی با کد یاتا LPC است که یک باند فرود آسفالت دارد و طول باند آن ۱۴۰۲ متر است. این فرودگاه در کشور ایالات متحده آمریکا قرار دارد و در ارتفاع ۲۶٫۸ متری از سطح دریا واقع شده است.